# 西貝爾馬 (新澤西州)
西貝爾馬（英語：West Belmar）是位於美國新澤西州蒙茅斯縣的普查規定居民點。

## 人口
根據2020年美國人口普查的數據，西貝爾馬的面積為1.21平方千米，皆為陸地。當地共有人口2459人，而人口密度為每平方千米2,032.23人。